# Epibranchialorgan
Ein Epibranchialorgan ist eine Einrichtung etlicher früher als „Clupeacei“ zusammengefasster primitiver Familien der Echten Knochenfische (Teleostei) mit Plankton- oder Mikrobenthos-Nahrung. Es produziert Schleim und dient der Konzentration dieser Nahrung. Epibranchialorgane entstanden als paarige Aussackungen des dorsalen Pharynxbereichs, gehen von der letzten (fünften) Kieme aus und sind in der Regel mit vielen Kiemenreusendornen besetzt.
Epibranchialorgane kommen beim Afrikanischen Knochenzüngler (Heterotis niloticus), vielen Heringsartigen (Clupeiformes), den Sandfischartigen (Gonorynchiformes), den Goldlachsartigen (Argentiniformes) und den Geradsalmlern (Citharinidae) vor.